# École en bois de Ronchamp
L'école en bois de Ronchamp est une école située à Ronchamp, en France. Elle est construite par l'architecte Henry Jacques Le Même en 1938. L'édifice est classé monument historique le 10 octobre 2008 avec le label « Patrimoine du XXe siècle ».

## Localisation
L'école est située à proximité du groupe scolaire Alphonse-Pheulpin sur la commune de Ronchamp, au bord de la RD 619, dans le département de la Haute-Saône et la région française de Bourgogne-Franche-Comté.

## Histoire
Un bâtiment en bois dessiné par l'architecte Henry Jacques Le Même, est construit à l'exposition spécialisée de 1937 à Paris, avant d'être remonté à Ronchamp l'année suivante où il fait office de salle des fêtes, une école en bois signé du même architecte et possédant le même style est construite à proximité. Ces deux bâtiments sont inaugurés le 27 novembre 1938 par la maire Ludovic-Oscar Frossard qui avait demandé la récupération du premier bâtiment. Le 16 juin 1940, lors d'un bombardement allemand, la salle des fêtes est détruite. Elle est remplacée en 1959, par un bâtiment en dur plus moderne et plus grand.
L'école (qui échappe aux bombardements) est classé au titre des monuments historiques le 10 octobre 2008 avec le label « Patrimoine du XXe siècle » pour sa rareté et sa représentativité de l'architecture en bois des années 1930,.
L'état du bâtiment s'est dégradé au début du XXIe siècle, la Fondation du patrimoine a donc lancé une campagne de don pour financer une partie des travaux de rénovation estimés à 1,1 million d'euros, qui doivent démarrer à l'été 2021. La mission Bern accorde 126 000 € issues du loto du patrimoine.

## Architecture
Il s'agit d'une école construite en bois avec une architecture traditionnelle savoyarde, région de naissance de son créateur. Le bâtiment, typique des années 1930 se compose d'un pavillon central devancé d'un portique situé entre deux ailes qui abritent chacune une salle de classe. Le décor extérieur est formé de motifs en relief de chevrons et de losanges.